# Байрамов, Амангельды Овезович
Амангельды́ Ове́зович Байра́мов (туркм. Amangeldi Öwezowiç Baýramow; 1942, Ашхабад, Туркменская ССР, СССР) — туркменский государственный деятель, дипломат.

## Биография
Родился в 1942 году в Ашхабаде.
С 1959 по 1961 годы работал токарем на ашхабадском заводе «Красный молот».
В 1969 году закончил Московский институт народного хозяйства (ныне РЭУ имени Г. В. Плеханова) по специальности «экономист».
В 1969—1979 годах был начальником отдела Госплана Туркменской ССР, в 1979—1986 годах работал в партийных органах, а с 1986 по 1991 год был председателем городского исполнительного комитета Ашхабада.
С 1991 по 1992 год занимал должность министра финансов Туркменистана, в 1992—1993 был заместителем министра экономики и финансов Туркменистана.
С июля по ноябрь 1993 года был заместителем директора Института экономики при кабинете министров Туркменистана.
С 1993 по 1999 был Чрезвычайным и Полномочным Послом Туркменистана в Иране, а с 8 апреля 1999 по 31 октября 2005 занимал должность Чрезвычайного и Полномоченного Посла Туркменистана на Украине.
31 октября 2005 года уволен. По мнению Арслана Мамедова из издания «Гундогар», это «ничем не обусловленное увольнение» связано с возможным переводом на должность Владимира Кадырова.

## После отставки
В 2011 году награждён медалью «20 лет Независимости Туркменистана», а в 2020 — «25 лет Нейтралитета Туркменистана» в числе нескольких ветеранов дипломатической службы.

## Награды и звания
- Медаль «20 лет Независимости Туркменистана» (2011)[4]
- Медаль «25 лет Нейтралитета Туркменистана» (2020)[5]
- Знак отличия «Искусный дипломат Туркменистана» (17 февраля 2024 года) — учитывая большие успехи в деле укрепления государственной независимости и нейтралитета, реализации внешнеполитического курса, наращивания отношений в политической, экономической, культурно-гуманитарной и других областях, защиты государственных интересов Туркменистана, подготовки молодых специалистов, добросовестную и образцовую работу в дипломатической службе на протяжении многих лет, а также по случаю Дня дипломатических работников Туркменистана[6]

## Семья
Женат, имеет троих детей.